# Apantla
Apantla är en ort i Mexiko.   Den ligger i kommunen Ayutla de los Libres och delstaten Guerrero, i den södra delen av landet, 270 km söder om huvudstaden Mexico City. Apantla ligger 392 meter över havet och antalet invånare är 1 027.
Terrängen runt Apantla är kuperad åt nordost, men åt sydväst är den platt. Runt Apantla är det ganska tätbefolkat, med 65 invånare per kvadratkilometer. Närmaste större samhälle är Ayutla de los Libres, 11,5 km sydost om Apantla. Omgivningarna runt Apantla är en mosaik av jordbruksmark och naturlig växtlighet.